# Джейк Ламотта
Джакоббе «Джейк» Ламотта (англ. Giacobbe «Jake» LaMotta; 10 липня 1922 — 19 вересня 2017) — американський боксер, екс-чемпіон світу в середній вазі. Отримав прізвисько «Бик з Бронкса» і «Скажений Бик» за неприборканий бійцівський дух і скажений норов. Його мемуари «Скажений Бик: Моя історія» лягли в основу сценарію до фільму Мартіна Скорсезе «Скажений бик» з Робертом Де Ніро в головній ролі.

## Біографія
Ламотта народився в італо-американській сім'ї в Нью-Йорку в районі Бронкс неподалік від Пелхамської алеї і Морріс-парку. У дитинстві батько навчив його основ боксу, поєднуючи в навчанні як елементи розваги, так і суворої боротьби. Джейк бачив, що бокс для дорослих є свого роду азартною грою: вони грали на гроші, роблячи ставки на того чи іншого спортсмена. Саме таким чином Джейк уже в 14 років почав заробляти перші гонорари.
У 1941 році Ламотта став професійним боксером у віці 19 років. Не зміг пройти строкову службу в армії, бо був прооперований на соскоподібний відросток на голові, що спричинило вплив на слух.

## Особисте життя
Рідний брат Джейка Ламотти — Джої Ламотта (у фільмі «Скажений Бик» його грає Джо Пеші) — також був боксером-професіоналом. Як і Джейк, Джої був середньоваговиком і бився в схожій манері — мінімум захисту, максимум атаки і надія на свою міцну щелепу. Джої мав коротку, але досить щільну боксерську кар'єру за 22 місяці з лютого 1945 по листопад 1946 він провів 39 боїв з них 5 програв і лише один достроково. У 1947—1950 роках Джої був менеджером Джейка, але після бійки з ним у власному будинку порвав стосунки з братом і практично не спілкувався з ним досить довгий час.
Ламотта був одружений 7 разів, має двох дочок, одного племінника, мав двох синів. Племінник, Джон Ламотта — відомий актор, відомий по серіалу «Альф». Старший син, Джейк Ламотта-молодший, в 1998 році помер від раку печінки, а молодший, Джозеф, в тому ж році загинув в авіакатастрофі. Джейк Ламотта брав активну участь у різних конференціях, писав і видавав книги про своє життя, своїх жінок і свої поєдинки.

## Професійна кар'єра
Активно почав боксерську кар'єру і з березня по серпень 1941 року провів п'ятнадцять безпрограшних боїв. У вересні 1941 року відбувся бій Ламотти проти Джиммі Рівза. Бій був в'язким, з великою кількістю клінчів і порушень. До кінця поєдинку Джейк кілька разів відправляв Рівза на канати, але судді схилили рахунок на користь Джиммі Рівза. Глядачі були здивовані, і хаос в залі від несправедливого вердикту тривав більше двадцяти хвилин. Через місяць відбувся реванш, в якому Джиммі переміг Ламотту більш впевнено. 1943 року відбувся їх третій бій, в якому Ламотта взяв реванш нокаутом.

### Бої з Шугаром Реєм Робінсоном
У 1942 році відбувся перший бій Джейка з Реєм Робінсоном на прізвисько «Шугар» (англ. Sugar — цукор), у якого за плечима було вже 35 перемог. У першому раунді Джейк відправив Шугара в нокдаун, але Робінсон оговтався і впевнено взяв майже всі наступні раунди. Бій закінчується перемогою «Шугара».
Через рік вони зустрічаються знову, провівши два поєдинки в Детройті, де перемога залишається за Джейком, який завдав першої і на довгий час єдиної поразки знаменитому Шугару Робінсону. Саме з цього бою почалося їх шалений змагання — хто набере більше перемог в рік..
У 1945 році вічні суперники знову сходяться на рингу. Після 10 раундів судді віддають перевагу «Шугару» Робінсону. Попри це, Джейк не відстає від свого візаві за кількістю здобутих перемог. До того часу він вже вигравав у всіх знаменитих боксерів світового класу. Його жертвами стали Фрітці Зівіік, Джордж Кохан, Томмі Белл, Холман Вільямс, Тоні Джаніро та ін.

### Чемпіонські бої
Попри численні перемоги, Джейку було відмовлено у присвоєнні звання чемпіона світу в середній вазі. Це була його перша зустріч з криміналом у сфері боксерських турнірів. І все-таки Джейк не сумував і вирішив прийняти виклик відомого Біллі Фокса за титул чемпіона світу. Вже в четвертому раунді Фокс посилає противника в нокаут.
У 1949 році Джакоббе перемагає француза Марселя Сердана і стає чемпіоном світу. Був запланований матч-реванш, але Сердан загинув в авіакатастрофі під час перельоту до Америки у віці 33 років.
У липні 1950 року Джейк провів перший захист титулу проти італійця Тіберіо Мітрі. ЛаМотта переміг одноголосним рішенням суддів.
Француз Лоран Дютуий, якому ЛаМотта програв одноголосним рішенням суддів у березні 1949-го, ще не будучи тоді чемпіоном, пообіцяв повернути титул у Францію після загибелі свого співвітчизника Сердана. Другий бій з ним у вересні 1950-го міг стати для ЛаМотти розгромним повторенням першого, але формат 15-раундових чемпіонських боїв виявився йому зручний: ЛаМотта виграв останні 4 раунди і в останньому 15-му дотиснув і нокаутував француза. За щільність дій в рингу і драматичний сценарій бій отримав статус «Бій Року» за версією журналу Ринг.
У лютому 1951-го Рей Робінсон і ЛаМотта зустрічаються останній, шостий раз, і в цьому випадку — в бою за титул Чемпіона світу в середній вазі, який все ще належав ЛаМотті. Хоча ЛаМотта програв майже всі раунди за записками суддів і рефері, але за своєю жорсткістю і безкомпромісністю бій виправдав очікування глядачів і пізніше отримав назву «Бійня в День Святого Валентина». Бій був зупинений у 13-му раунді внаслідок численних розтинів у ЛаМотти і великої кількості пропущених ударів у цьому раунді. Однак ЛаМотта все-таки залишився стояти, хоч і тримався за канати. ЛаМотта отримав за бій близько $64000, що було колосальним гонораром для того часу.
Після поразки від Робінсона і втрати чемпіонського титулу в середній вазі Ламотта провів ще 10 боїв, з них у напівважкій ваговій категорії (фактично ж його вага була граничною). В цей останній етап своєї кар'єри він здобув 5 перемог, 4 бої програв і 1 звів внічию. Боїв за титул Чемпіона світу більше не було. На момент останнього (106-го) бою в квітні 1954-го Ламотті було 33 роки, і цей десятираундовий бій з колишнім неодноразовим чемпіоном штату Флорида в середній вазі Біллі Кілгором він програв розділеним рішенням суддів.

## Після Боксу
Пішовши з рингу, Ламотта володіє і управляє барами. Він також став актором і коміком. 1958 року він був заарештований і звинувачений за знайомство чоловіка з неповнолітньою дівчинкою в клубі, яким він володів у Маямі. Він був засуджений і відбув 6 місяців на «ланцюгу банди» (Chain gang), хоча він наполягав на своїй невинуватості.
Ламотта знявся в більш ніж 15 фільмах, включаючи фільм Більярдист (1961) з Полом Ньюманом і Джекі Глісон, в якому він мав епізодичну роль бармена. він з'явився в декількох епізодах поліцейської комедія NBC Машина 54, де Ви? («Car 54 Where Are You?», 1961-63). Довічний фан бейсболу, він організував команду Jake LaMotta All-Star Team в Бронксі.

## ФільмСкажений Бик
Голлівудські керівники прийшли до Ламотти з ідеєю фільму про його життя, ґрунтуючись на його мемуарах, Скажений Бик: моя історія (1970). Фільм, Скажений Бик, вийшов 1980 року, спочатку мав лише малий касовий успіх, але в підсумку отримали приголомшливу критику як режисер Мартін Скорсезе так і актор Роберт Де Ніро.
Щоб точно зобразити молодого Ламотту, Де Ніро тренувався з Ламотта, поки Ламотта не відчув, що той готовий боксувати професійно. Де Ніро жив у Парижі три місяці, харчуючись в кращих ресторанах для того, щоб отримати достатню вагу, щоб зобразити Ламотта після виходу у відставку. Де Ніро отримав Оскар за кращу чоловічу роль за свою гру.

## Пізніше життя
Ломота мав проблеми в особистому житті, в тому числі і утримання у виправній установі. Був одружений сім разів. Він зізнавався у побитті своїх дружин.
Його племінник, Джон Ламотта, боровся у важкій вазі класі початківців турніру Золоті рукавички (Golden Gloves, 2001). Пізніше Джон став актором. Інший племінник, Вільям Лустіг — відомий режисер і продюсер фільмів жахів і президент Blue Underground, Inc.
Ламотта мав чотирьох дочок, у тому числі Крісті від другої дружини — Віккі Ламотта і Стефані з його четвертою дружиною Dimitria. Він одружився зі своєю сьомою дружиною Деніз Бейкер, яка була давньою нареченою, 4 січня 2013.
Ломота помер 19 вересня 2017 року внаслідок ускладнень від пневмонії в будинку для літніх людей в штаті Флорида, у віці 95 років.

## Цікаві факти
- Загалом професійна кар'єра Джейка Ламотти тривала 13 років і півтора місяці; за всю кар'єру він брав участь у 106 боях або приблизно 1 бій в 45 днів, провів на професійному рингу 869 раундів по три хвилини або 43,5 години. Дані показники майже неможливі для сучасного боксу, але для професійного боксу середини XX-го століття вони були цілком типовими.
- У 1960 році Ламотта був викликаний для дачі показань перед Сенатським комітетом США. Його звинувачували у причетності до нелегальних боксерських поєдинків, а також було висунуто звинувачення в тому, що Ламотта зазнав поразки у бою з Біллі Фоксом під тиском босів мафії.
- Попри чотири дострокових поразки, Ламотта фактично жодного разу не програвав бої внаслідок абсолютної фізичної неможливості продовжувати. Він завжди залишався фізично «на ногах» і з досить адекватною для продовження бою координацією рухів.
- Ламотта шість разів бився з Реєм Робінсоном — і для кожного з них це був рекорд кількості зустрічей з одним супротивником.

## Професійний боксерський список
| Професійний період |             |              |
| 106 боїв           | 83 перемоги | 19 програшів |
| Нокаутом           | 30          | 4            |
| Рішенням           | 53          | 15           |
| Нічия              | 4           | 4            |